# Udonchus tenuicaudatus
Udonchus tenuicaudatus is een rondwormensoort uit de familie van de Rhabdolaimidae. De wetenschappelijke naam van de soort is voor het eerst geldig gepubliceerd in 1913 door Cobb.